# 羅傑尼希社區

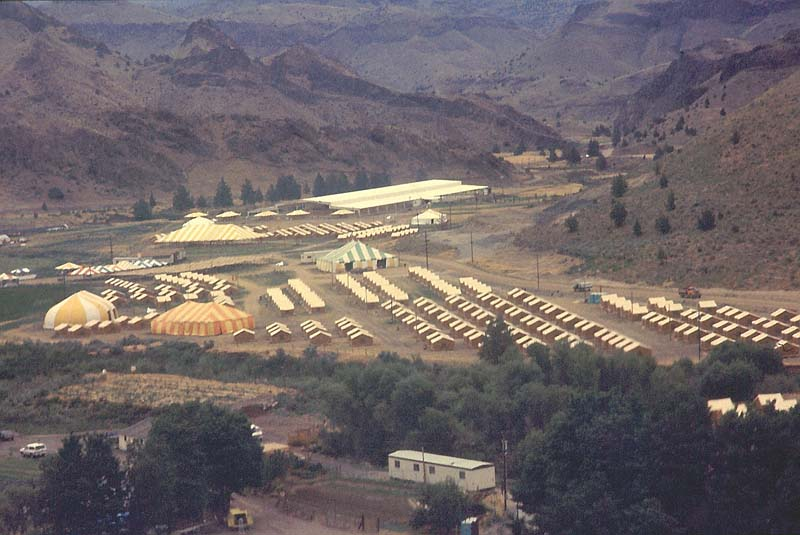
1983年羅傑尼希社區的帐篷城

羅傑尼希社區（英語：Rajneeshpuram），又譯為奧修莊園城，位於美國奧勒岡州沃斯科縣的一個意識社區。由宗教領袖巴關·希瑞·羅傑尼希（Bhagwan Shree Rajneesh，後改名奧修）的跟隨者，在1980年代建立，並以其領導者命名。在1984年羅傑尼希教生物恐怖攻擊發生後，這個社區的羅傑尼希教派信徒逐漸散去，慢慢恢復為一般的社區，這個社區的名稱也因此消失。

## 歷史
羅傑尼希社區約在1981年前後開始形成。